# テラリウム

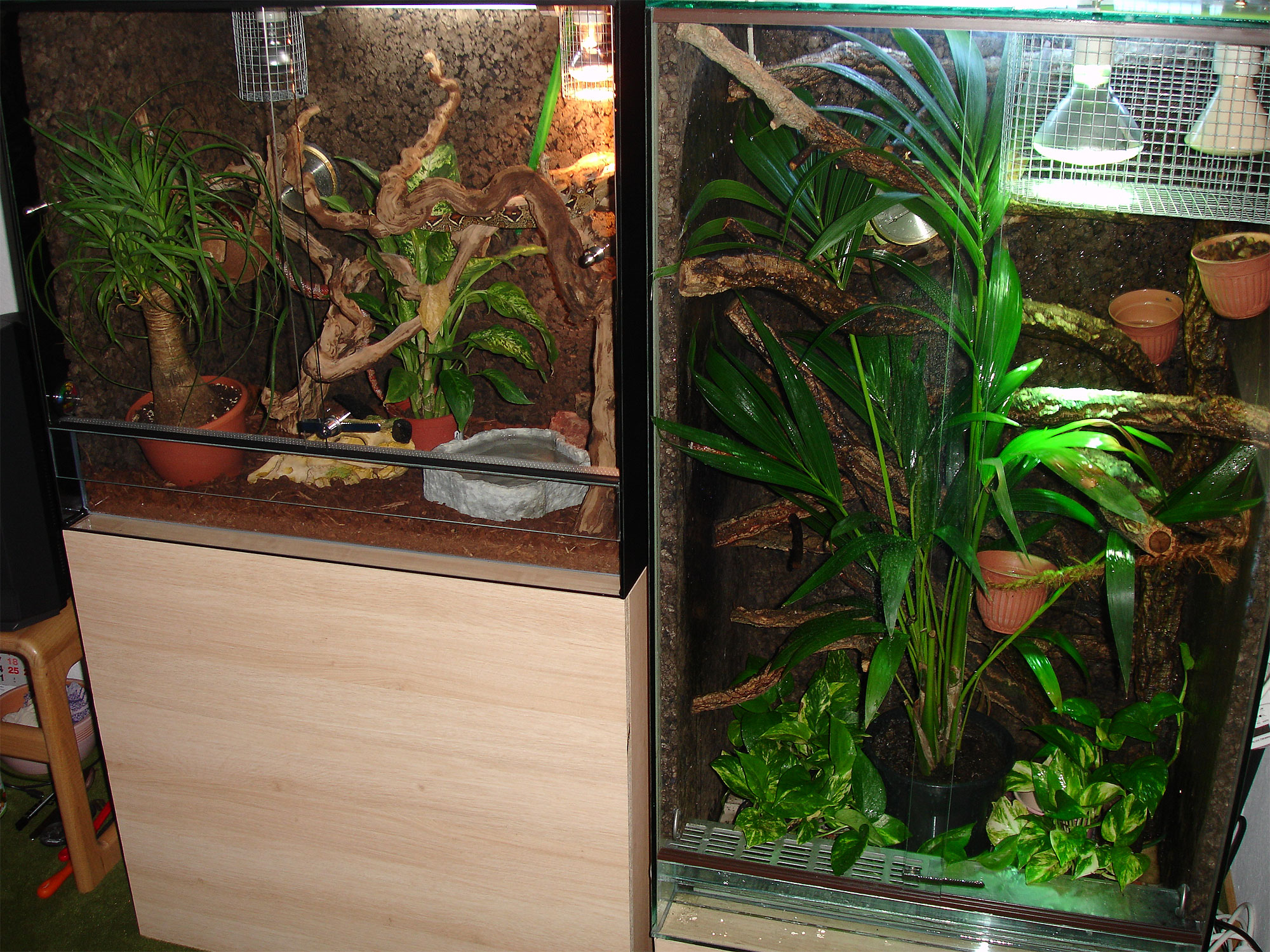
テラリウム 左側はヘビの生息に適した環境を、右側は多湿な環境を再現している

テラリウム (英: terrarium) とは陸上の生物（主に植物や小動物）をガラス容器などで飼育・栽培する技術である。現代でも園芸の一スタイルとして、陸上動物の飼育器として、多くの園館や研究者、アマチュア愛好家によって製作されている。

## 歴史
テラリウムは19世紀の大英帝国の首都、ロンドンで生まれた。発明者は外科医のナサニエル・バグショー・ウォードである。ウォードがスズメガの蛹と一緒に腐葉土をガラス容器に入れていたところ、数ヵ月後に腐葉土から種や胞子が発芽していた。それを見つけたウォードは、この方法なら当時のロンドンの汚染された環境でも植物が育つであろうし、何日も水を与えずとも栽培できる、遠隔地からの運搬も成功率が上がり、手間もかからなくなるだろう、と考えた（ウォードの箱を参照）。
19世紀・大英帝国の時代背景の中、テラリウムという手法は大変画期的な発明であった。当時、植民地から宗主国、植民地から別の植民地へと、多くの植物が運搬された。運ぶ目的は研究用、観賞用、コレクション、公的なもの、私的なもの、など様々であるが、有用資源の開発という大義名分もあり、実際に数多くの重要な新資源を欧米にもたらした。それらは数多くの新発明、今日では欠かせない日用品などの元にもなった。ゴムやコショウが代表的である。
この時代、「プラントハンター」と呼ばれる人々が世界中から植物を蒐集していた。現代、商品作物として、医薬品として、園芸用として見かける植物の中にも彼らが発見したものは数多いが、はるか南方の未開の地から植物を輸送することは困難を極めた。また、パトロンとなっていた王侯貴族も植物蒐集に相当な精を出しており、そうでない人々も園芸や庭園を楽しむようになっていた。
こういった時代、テラリウムが登場したことにより、植物の運搬は格段に楽になり、成功率もあがった。また、大温室を作らずとも、熱帯植物を栽培できるようになり、中産階級の間でテラリウムによるシダ栽培が流行した。一般市民に、今ではポピュラーとなった熱帯性の観葉植物を栽培する楽しみが広まったのも、この頃である。

## 設備
持ち運べるほど小さな容器に植物を寄せ植えしたものから、温室のようなものまで含まれる。容器以外に人工物を使用していないテラリウムもあるが、演出のため、メンテナンスのため、生体の生活のために様々な機械が取り付けられる場合もある。

### コンテナ（入れ物）
温室のような大きなものから、掌に載るほどのものまであるが、外部から観賞する場合が多いため、ガラスやアクリル樹脂で出来ている場合が多い。ガラスの器やビン、プラスチックボトルなどが利用される場合もある。観賞魚用の水槽やプラケース、園芸用室内温室が利用される場合もある。最初からテラリウムを作る目的で製作された入れ物やそのセットもある。園芸用品としては、テラリウム用の装飾的な入れ物なども製作されている。以下はコンテナに用いられる素材の例である。
- ガラス - 透明で観賞面に優れる。傷がつきにくい。割れやすくまた割れると危険。通気性は悪い。重い。サイズが小さい場合安価。
- アクリル - 透明で観賞面に優れる。傷がつきやすい。加工がしやすい。通気性は悪い。ガラスに比べ軽い。
- 網 - 観賞面は悪い。加工がしやすい。通気性が良い。軽い。

水槽は市販されているため安価で入手しやすいといえる。また保温性があるため寒さに弱い生物を扱うには適している。自作する場合はアクリルや網が加工しやすく有効である。また網を足場としたり通気性が良いため暑さに弱い生物、主に森林に生息したり飛行する生物には有効である。

### 土壌
テラリウム内で生活する生物に適した土壌が適材適所に使われる。園芸用の土壌、アクアリウム用の砂や砂利などが利用される。乾燥した環境にする場合は砂や赤玉土、多湿な環境にする場合は腐葉土、ヤシガラ土、ミズゴケ、アクアリウムには大磯砂、泥を粒状に固めたソイルと呼ばれる床材が用いられる。

### 石や木、それを模した人工物
天然石や天然木は立体的な構造を作る際によく使われる。アクアテラリウムや熱帯雨林を再現したテラリウムなど湿度が高いテラリウムにおいては、水に強く腐りにくい流木が使用される場合が多い。石は様々な種類が用いられるが、種類によっては生体に何らかの影響を与えるため（例・石灰岩は土壌や水の水素イオン指数をアルカリ性に傾ける など）選択には注意が必要である。プラスチック製の偽岩や人工枝も用いられることがある。針金を軟質の素材で覆い、自由に曲げてレイアウトが可能な人工枝、水場やエサ皿として利用しやすいように加工された偽岩、ポンプと人工の滝付きの偽岩など工夫をこらしたものも多い。

### ポンプ
テラリウム内の水の循環。人工の川や滝、湧き水などの流水を作る場合に用いられる。観賞魚用の流水ポンプなどが使用されることも多い。

### 照明
蛍光灯、メタルハライドランプ、水銀灯などが使われる。トゥルーライトやメタルハライドランプ等は、光の成分が自然光に近いため、テラリウムの製作には好まれる。爬虫類（夜行性種を除く）を飼育する場合、そのような動物の健康維持のためには紫外線が不可欠（ビタミンDの合成に必要）であるため、トゥルーライトやブラックライトなど紫外線を含んだ光を出す装置が使われることが多い。

### 冷暖房器具
多くの亜熱帯から熱帯の生き物を温帯で飼育栽培する際には保温装置が不可欠である。また、温帯産の動物においても、冬場活動させる際、健康維持を図る際などに保温が必要となる場合も多い。保温装置は様々あるが、代表的なもので、エアコン（テラリウムが設置してある部屋ごと保温という場合もある）、赤外線ヒーター（薄いフィルム状のものなど様々ある）、観賞魚用の水中ヒーター、小動物用のパネルヒーターなどがある。また、爬虫類など一部の変温動物は、温度が高い石の上や日向から熱をもらい、体温を上げるという行動が体温調節において重要な役割を果たすため、レフ球、メタルハライドランプなど局所的な熱源となる照明も重要となってくる。
高山気候や亜寒帯以北に棲んでいて暑さを苦手とする種を飼育する際には冷却装置が使用される。また、熱帯から温帯産の生物でも日本の場合多湿な夏場は涼しいほうが健康的に過ごせる種も多い。（熱帯においても、年間を通して見て、日本の夏より気温が高くならない地域は多く、また森林や高地に生息する種は高温多湿に弱いことが多い。エビなどの無脊椎動物や両生類は高気温を嫌う種が多い）冷却装置としてはエアコン（この場合も、上述した保温のケースと似た使われ方が多い）や観賞魚用のクーラー（水を取り込み冷却して放水するタイプ）などが使われる。

### 気象現象を再現する装置群
放水パイプを用い、雨のように水を撒く降雨装置。超音波によって水を振動させ、細かい水の粒子を作り、空気中に拡散させ、ドライアイスを水に入れたときに出るような霧を発生させる霧発生装置。こういった装置が自然環境再現のために用いられる。

### その他
テラリウムは葉の蒸散作用により曇りやすい場合も多い。テラリウム内に水場や保湿効果の高い床材を用いたりすると、さらに曇りやすくなる。こういったことから、観賞の妨げになる「ガラス面の曇り」を防ぐため、ガラス面に水を流して（タイマーで制御され、定期的に放水する場合が多い）曇りを除去するという機構も用いられる。各種の装置の作動時間を制御するため、タイマーつき電源などが使われる場合も多い。

## テラリウムのタイプ
再現する対象である環境は様々で、林床、樹幹、乾燥地、湿地、岩場・・・など多岐にわたる。水場と陸地の両方を再現したものを「アクアテラリウム」と呼ぶことも多いが(ただし英語では、このタイプは普通アクアリウムと言う)、水場と陸地の比率がどの程度のものから、アクアテラリウムと呼ぶかという定義は無い。

### ビバリウム
ビバリウムとは「生体の生息環境を再現した飼育施設」の総称である。日本において「ビバリウム」という呼称はあまり一般的ではなく、一部の人間、爬虫類や両生類、小動物などを飼育する人々の間で使われる程度である。「ビバリウムガイド」という雑誌も存在するし、ビバリウムを扱った書籍などもあるが、そのほとんどが爬虫類・両生類・タランチュラやサソリなどの節足動物の飼育という趣味を扱ったものである。植物を育てる場合の「ビバリウム」には「テラリウム」「アクアリウム（水草アクアリウム、水草水槽など）」など再現環境ごと分けた呼称が使われる。そのため、園芸分野などで「ビバリウム」という総称した言い回しが使われることはほとんどない。ビバリウムの一種としてテラリウムが当てはまるという見方が正確であろう。

## 飼育・栽培される生物の例

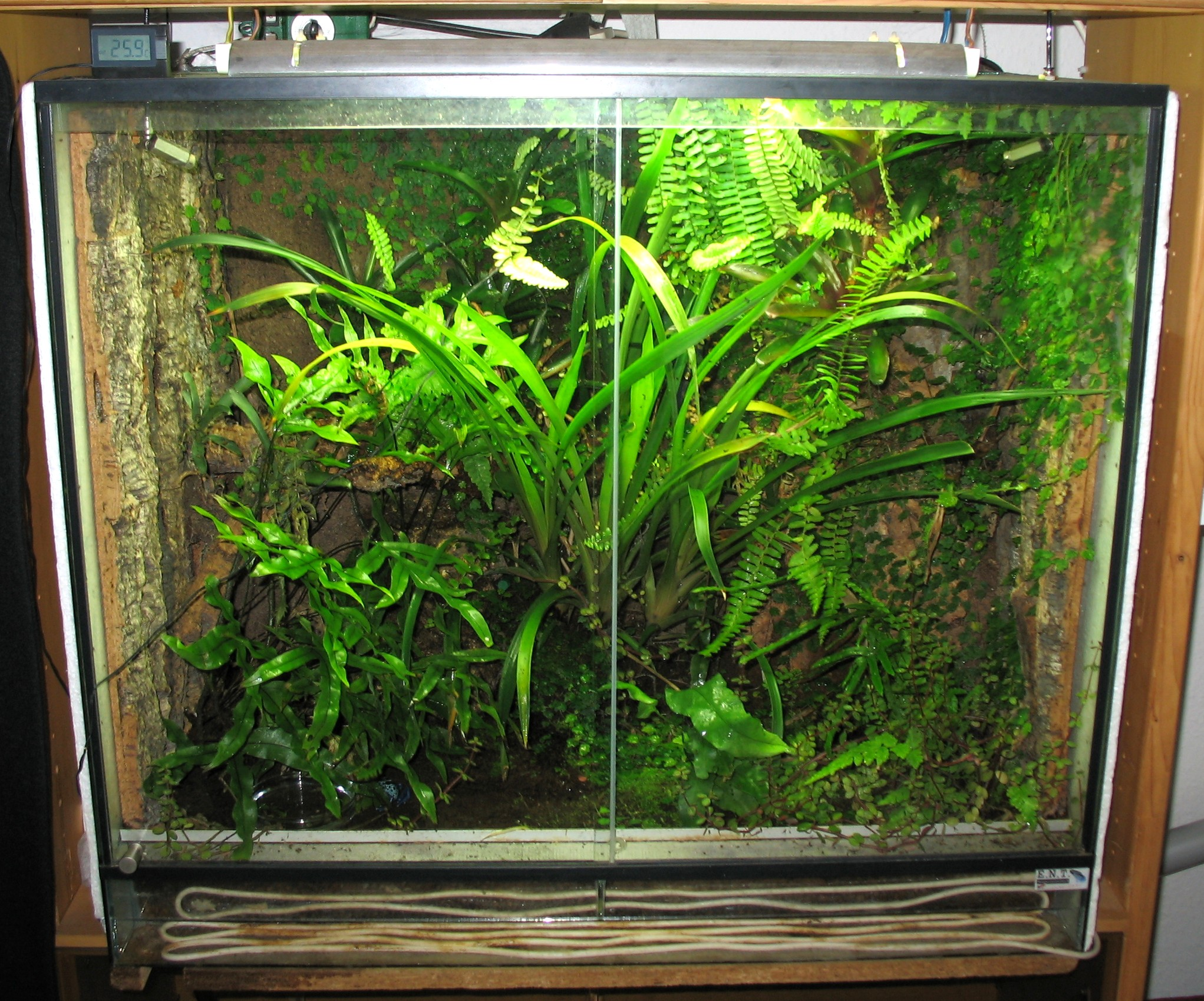
植物を主体としたテラリウムの例

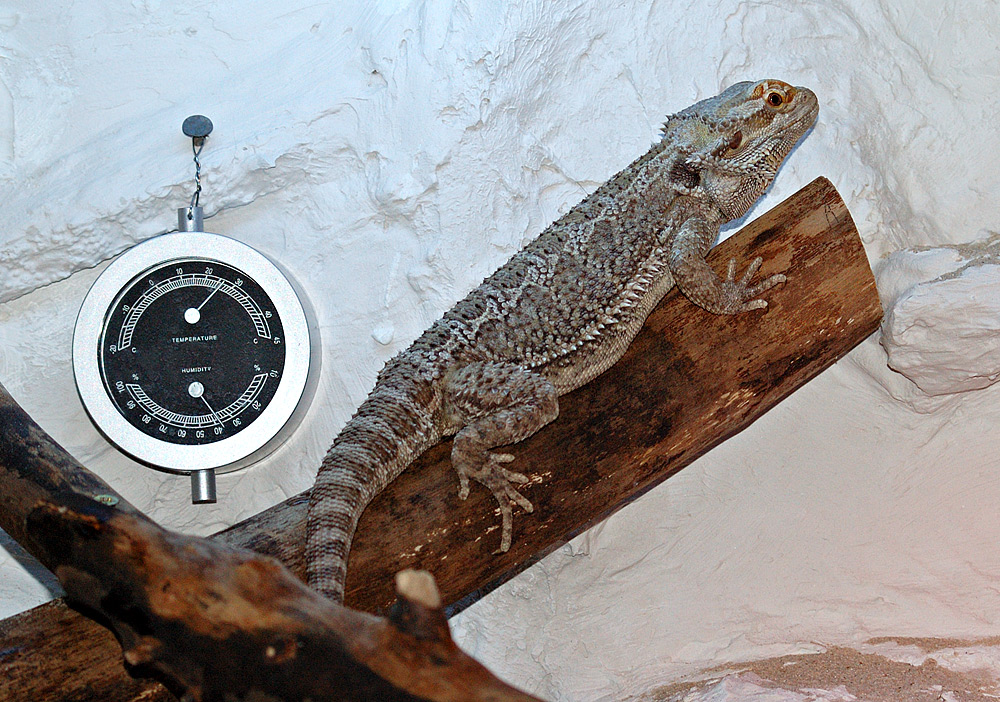
フトアゴヒゲトカゲを飼育するためのテラリウム

内部の植物を食い荒らしたり、巣材として使い切ってしまったりして内部環境を破壊してしまう動物の飼育は困難であるが、テラリウムでは多種多様な生物の飼育・栽培が行われている。テラリウムの利点としては生物の生息環境を再現することにより生体の状態維持、繁殖の誘発が期待できる。しかし欠点として、生体に適した環境を設定できなかった場合、逆に生体の状態を損ねてしまったり、個体への給餌（ピンセント等で与えるにしても生体を発見しづらく、生餌コンテナ内に撒いてもレイアウトに隠れてしまい生体が獲物を発見できない。）やメンテナンスの困難さ等が挙げられる。

### 植物
熱帯雨林を再現したものでは観葉植物が用いられる。たとえば、アナナスや蘭などの着生植物、シュウカイドウ科、ポトスなどサトイモ科、各種のコケやシダが使われる。乾燥地を再現したものでは多肉植物を使うことも多い。小さなテラリウムでは、小形の草の植物やコケを使うことが多いが、大型のテラリウムでは木を植える事もある。しかし、密閉した環境では巨大な木を長期間育成することは困難である。密閉型環境実験施設「バイオスフィア2」で行われていた実験では、自然の風が届かない場所で栽培した木はうまく育たずに倒れてしまったという。
ボトルガーデン

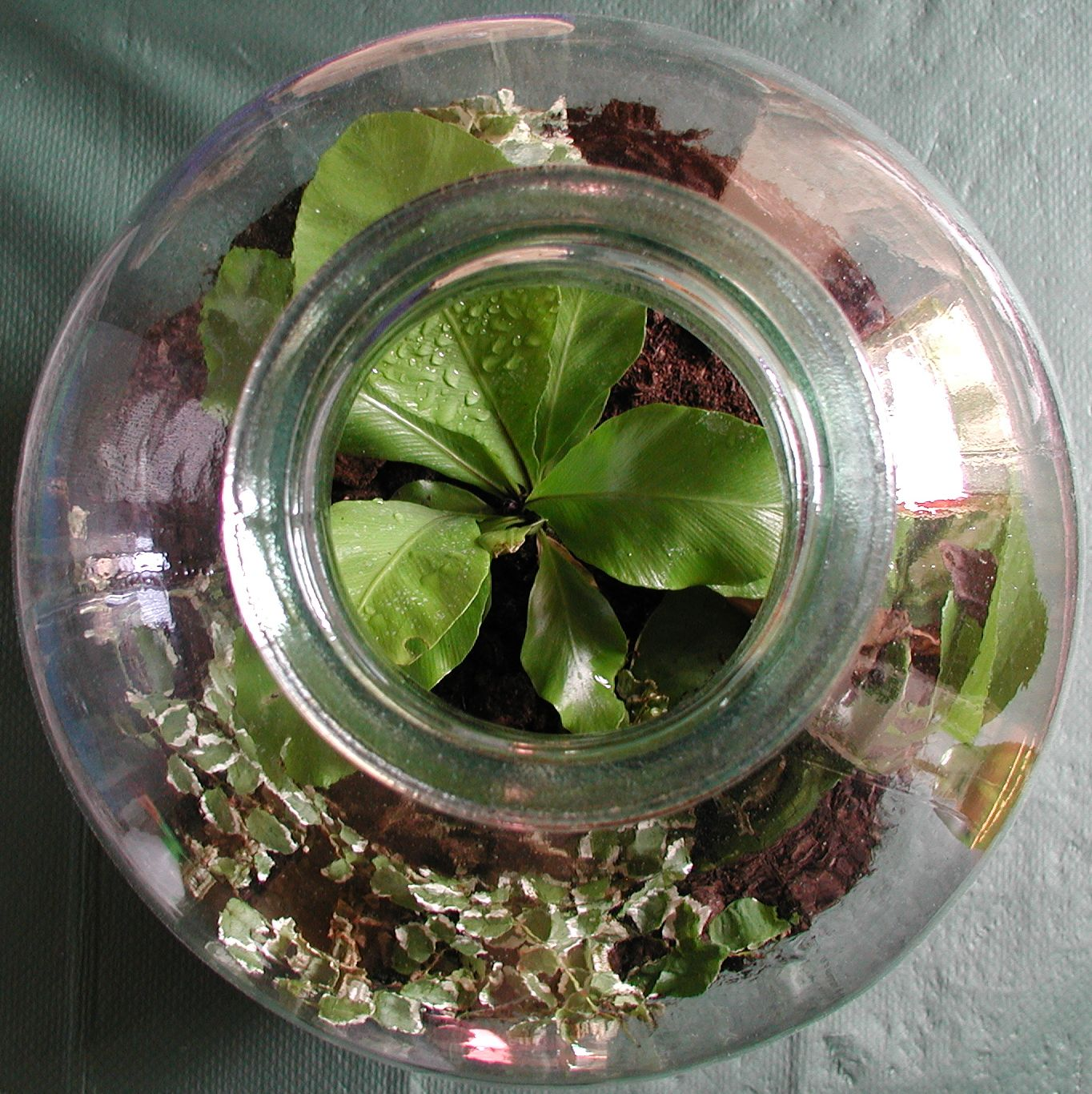
オープンボトルガーデン 上から見たところ

ボトルガーデン（Bottle Garden）は、植物を栽培するための閉鎖型テラリウムの一種である。通常、細い首と小さな開口部を持つペットボトル、プラスチックまたはガラス瓶で構成されている。植物は瓶の中でほとんど、あるいは全く外の環境に触れることなく成長し、光が適切に当たっていれば瓶の中で無期限に育て続けることができる。現存する最古のボトルガーデンは1960年に造られ、1972年から少なくとも2013年まで封がされていたとされている。
ボトルガーデンは一般的に室内装飾の一種として、あるいはパティオや高層マンションなどのスペースがあまりない場所での庭の代わりとして利用されている。製作と維持管理が簡単にできるので、教室内で小型エコシステムを学習する経済的手段として、学校でも使用されている。また、ボトルの内部環境を効果的に制御し、外部の刺激から隔離することで、制御機構として利用することもできる。ボトルガーデンは、乾燥地や水不足の地域での野菜生産にも利用されており、他の用途のために水を節約するということもできる。

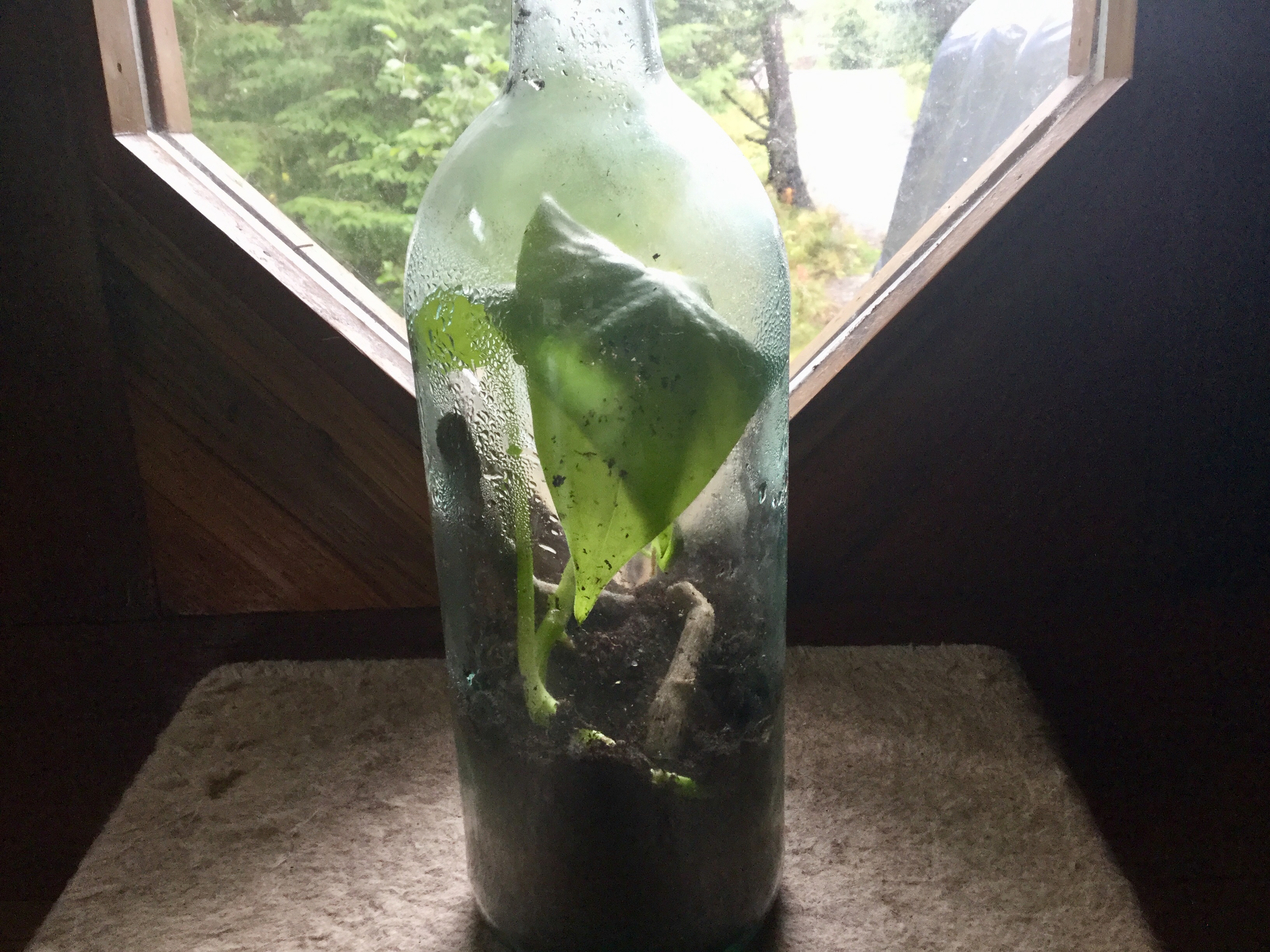
Lime Pothos (Epipremnum aureum) を入れたこのボトルは、数ヶ月前に植物を入れてから一度も開けたり水を与えたりしていない

ボトルガーデンは植物が生きていくために必要な土、水、光に加え、水が蒸発しないようにボトルの中に閉じ込めてあるので、水を貯めることが可能。植物の細胞呼吸から出る二酸化炭素は光合成に使われ、光合成から出る酸素は呼吸に使われる。そのため、ほとんどメンテナンスが必要ないのである。

### 爬虫類
植物と共存させる場合、トカゲではレイアウトを破壊せず小型種の多いヤモリが飼われることが多い。樹上性のアガマ科、イグアナ科の構成種、カメレオン等でも飼育例がみられる。生態に合わせての登り木や繁殖場所としての設置の他、植物があることにより照明からの避難場所や保湿等の効果もある。ヘビに対して用いても特に問題はないのだが、脱走防止のためヘビは単純なレイアウトで飼育されることが多い。しかしミドリニシキヘビやエメラルドツリーボア等の樹上性のヘビを飼育しているケースもある。また、日本では動物愛護管理法により特定動物に指定され、個人での飼育が相当に規制されているクサリヘビ科やコブラ科の毒蛇でも、欧米ではヨロイハブやマツゲハブ、サンゴヘビなどがテラリウムの住人として人気を博している。
ボア科やオオトカゲ科、ワニ等の大型種では、レイアウトするほど余裕のある飼育スペースを確保しにくい上、レイアウトを壊してしまうことも多いため、複雑な構造を持つテラリウムで飼育することに向かないとされる。ただし、動物園・水族館レベルの大型施設はその限りではない。
カメは活発に動き回り、力も強いため複雑なレイアウトを乱すことが多い。また他の爬虫類に比べて大きさの割に広大な飼育スペースを要する。さらに排泄量も多く、清掃も大変である。そのため、他の爬虫類に比べて複雑なテラリウムには導入しにくく、不向きである。

### 両生類
植物や流木・岩・人工物等を組み合わせたテラリウムでは、樹上棲や地上棲のカエル、陸棲有尾類等が飼育される。ツノガエルやヒキガエルなど大型の地上性カエルは、掃除など管理の都合という点から、前者に比べてシンプルなレイアウトで飼われる事が多い。

### 昆虫類・甲殻類
昆虫ではクワガタムシやカブトムシ、ホタルなど一部の甲虫類や、カマキリやナナフシなどがよく飼われる。カニやヤドカリなど甲殻類が飼われる場合もある（植物の生育上、陸上または淡水中で生存できるオカヤドカリ、サワガニ、シオマネキなどが主であるが、マングローブ域や海浜を模した例もあり、その場合は海産種が飼われることもある）。さらにサソリやタランチュラなどの蛛形類や、ムカデやヤスデなどの多足類が飼育される場合も多い。

### 魚類
水中部分がある程度取られているテラリウムでは熱帯魚やメダカなどの観賞魚を飼う例もみられる。テラリウム内に人が入れるほどで、その中に小川が流れているというほど巨大なテラリウムは別であるが、通常、魚を長期飼育出来るほど水場のスペースを広く取ったものは「アクアテラリウム」と呼ばれることが多い。

### 陸貝・その他
日本ではあまり馴染みがないが、欧米ではカタツムリやナメクジなどの陸貝をテラリウムで飼育することがある。これらの多くは植物食性で、テラリウム内の植物を食害することもあるが、それぞれの種で好む植物と好まない植物があるため、植物の選定に注意すれば共存も可能である。
極め付きといえるものに、コウガイビルやカギムシなども飼育動物として挙げられるが、流石にこれらはテラリウム発祥とされるイギリス・ドイツ・オランダなどでも飼育している人はかなり稀である。